# Stefan Zan
Stefan Zan (ur. 1803 w Iszkołdzie, zm. 2 kwietnia 1859 w Nanterre) – podporucznik, uczestnik powstania listopadowego, przyjaciel Adama Mickiewicza, towiańczyk, młodszy brat poety Tomasza Zana.  

## Życiorys
Po wybuchu powstania listopadowego w 30 listopada 1830 dołączył się do powstanców jako szeregowy, walczył na Podolu. 5 lipca 1831 otrzymał Srebrny Krzyż Virtuti Militari, 4 października otrzymał stopień podporucznika, służył w 1 Pułku Jazdy krakowskiej. 5 października 1831 przeszedł z oddziałem 20-tysięcznej armii generała Macieja Rybińskiego granicę z Prusami w okolicach Jastrzębia. W sierpniu 1832 wyjechał na emigrację do Francji, miał przyjacielskie stosunki z Adamem Mickiewiczem, był towiańczykiem. 10 grudnia 1832 dołączył się do Towarzystwa Ziem Litewskich i Ruskich. Mieszkał w Le Bourget, w 1833  wyjechał do Paryża. Pochowany w mieście Nanterre.